# Шноркель підводного човна

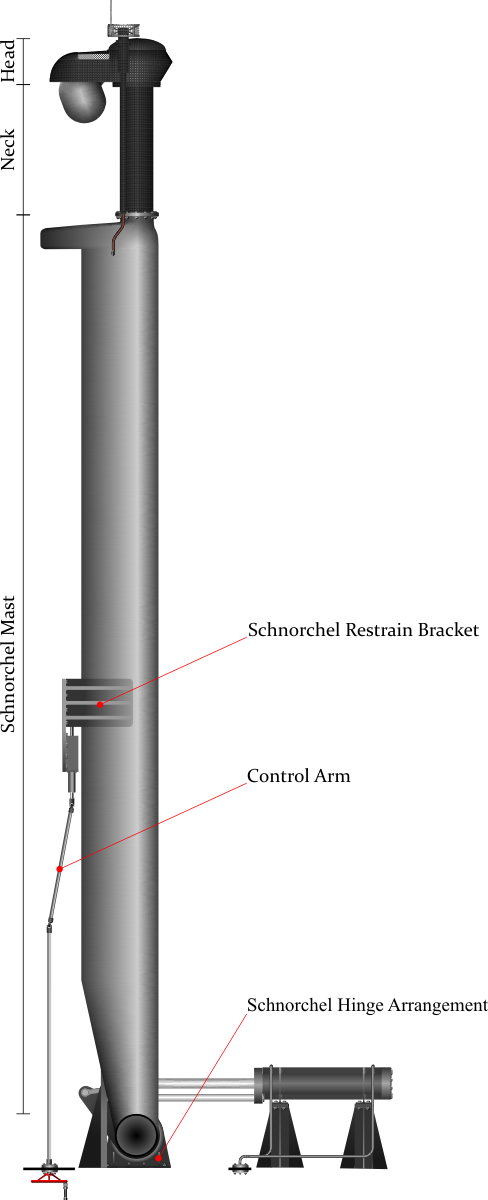
Шноркель німецького підводного човна U-1308

Шно́ркель (нім. Schnorchel — дихальна трубка), також РДП (робота дизеля під водою) — висувний пристрій підводного човна для забору повітря, при перископному положенні, необхідного для роботи двигуна внутрішнього згоряння під водою, а також для поповнення запасів повітря високого тиску та вентиляції відсіків від вихлопних газів дизелів.

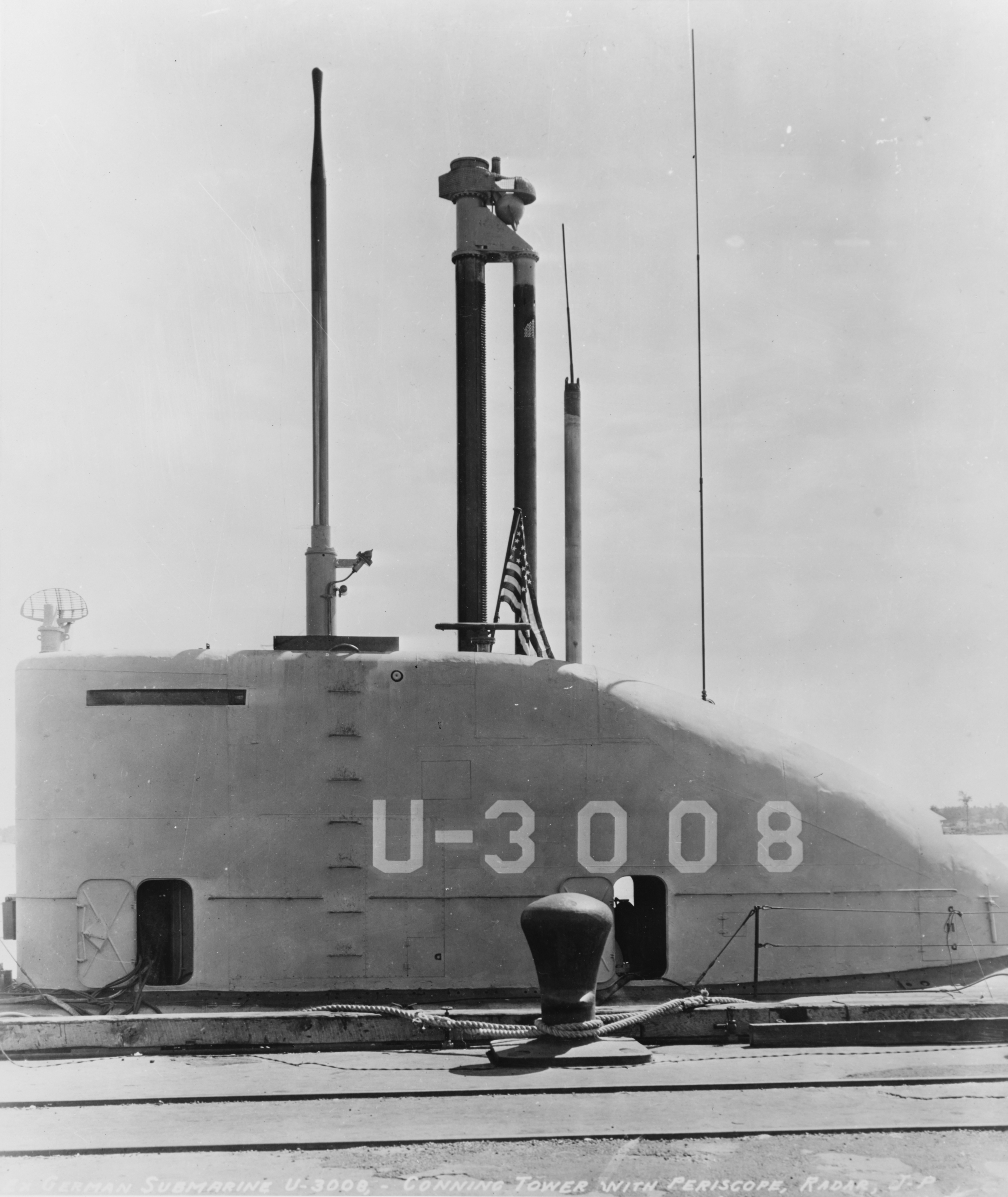
Шноркель на німецькому підводному човні U-3008

Плавання під шноркелем є один з найбільш небезпечних режимів руху підводного човна, він повинен точно утримувати глибину та не допускати занурення поплавкового клапана під воду.
Шноркель на підводних човнах стали застосовувати німці у 1943 році, через високі втрати від протичовнових сил союзників. Шноркель був створений німцями на базі голландської розробки. Під час Другої світової війни шноркель був на озброєнні виключно німецьких підводних човнів, але після її завершення він став обов'язковим атрибутом усіх дизель-електричних підводних човнів.